# (29479) 1997 VJ1
(29479) 1997 VJ1 est un astéroïde de la ceinture principale d'astéroïdes découvert en 1997.

## Description
(29479) 1997 VJ1 a été découvert le 1er novembre 1997 à l'observatoire de Nihondaira, un observatoire astronomique qui se trouve sur une colline surplombant Shimizu-ku à Shizuoka au Japon, par Takeshi Urata.

### Caractéristiques orbitales
L'orbite de cet astéroïde est caractérisée par un demi-grand axe de 2,62 ua, un périhélie de 2,45 ua, une excentricité de 0,07 et une inclinaison de 14,36° par rapport à l'écliptique. Du fait de ces caractéristiques, à savoir un demi-grand axe compris entre 2 et 3,2 ua et un périhélie supérieur à 1,666 ua, il est classé, selon la JPL Small-Body Database, comme objet de la ceinture principale d'astéroïdes.

### Caractéristiques physiques
(29479) 1997 VJ1 a une magnitude absolue (H) de 13,8 et un albédo estimé à 0,070.